# عدوى الفيروس المضخم للخلايا الخلقية
تشير عدوى الفيروس المضخم للخلايا الخلقية إلى حالة ينتقل فيها الفيروس المضخم للخلايا من الأم إلى الجنين ضمن الرحم. الفيروس المضخم للخلايا هو أحد أعضاء عائلة الفيروسات الحلئية (الهربس) وهو العدوى الرحمية الأكثر شيوعًا.
الفيروس المضخم للخلايا البشرية هو أحد أنواع العدوى المنتقلة عموديًا والتي تؤدي إلى تشوهات خلقية. تشمل الأنواع الأخرى داء المقوسات والحصبة الألمانية والهربس البسيط والزهري.

## المظهر السريري
هناك احتمالان سلبيان قد يواجههما الرضيع إذا انتقلت إليه العدوى من والدته قبل الولادة.
- يمكن أن تحدث عدوى معممة لدى الرضيع، تسبب مضاعفات مثل انخفاض وزن الولادة وصغر الرأس واختلاجات وطفح حبري مشابه لطفح «فطيرة التوت الأزرق» المرافق لمتلازمة الحصبة الألمانية الخلقية وتضخم الكبد والطحال المعتدل (مع اليرقان). على الرغم من أن الحالات الشديدة يمكن أن تكون قاتلة، ينجو معظم الرضع المصابين بعدوى الفيروس المضخم للخلايا الخلقية بالعلاجات الداعمة. مع ذلك، سيواجه 80% إلى 90% منهم مضاعفات خلال السنوات القليلة الأولى من حياتهم تشمل فقدان السمع وضعف البصر ودرجات متفاوتة من صعوبات التعلم.
- ستواجه نسبة أخرى تتراوح من 5% إلى 10% من الرضع المصابين الذين لا تظهر عليهم أعراض عند الولادة درجات متفاوتة من مشاكل السمع والمشاكل العقلية أو التنسيقية لاحقًا. عدوى الفيروس المضخم للخلايا الخلقية هي السبب الأكثر شيوعًا لفقدان السمع الحسي العصبي غير الوراثي عند الأطفال. يمكن أن يظهر فقدان السمع في أي وقت خلال مرحلة الطفولة، على الرغم من أنه عادة ما يحدث خلال العقد الأول. فقدان السمع مترقٍ ويمكن أن يؤثر على كلتا الأذنين. كلما كانت الإصابة بالفيروس عند الأم أبكر خلال الحمل، كانت الآثار أكثر شدة على الجنين، وبالمثل، يعتمد حدوث فقدان السمع الحسي العصبي على الثلث الحملي الذي حدثت فيه الإصابة بالفيروس المضخم للخلايا. الفيروس مسؤول عن 20% من حالات فقدان السمع الحسي العصبي لدى الأطفال. [7]

يبدو أن هذه المخاطر ترتبط بشكل حصري تقريبًا بالنساء اللواتي لم يصبن سابقًا بالفيروس المضخم للخلايا واللواتي يصبن لأول مرة بالفيروس في أثناء الحمل. يوجد خطر ضئيل لحدوث المضاعفات المرتبطة بالفيروس المضخم للخلايا الخلقي على النساء اللواتي أصبن بالعدوى قبل 6 أشهر على الأقل من الحمل. بالنسبة لهذه المجموعة، التي تشكل 50% إلى 80% من النساء في سن الإنجاب، يبلغ معدل الإصابة بالفيروس المضخم للخلايا الخلقي لدى حديثي الولادة 1%، ويبدو أن هؤلاء الرضع لا يعانون من مرض أو تشوهات كبيرة.
يمكن أن ينتقل الفيروس أيضًا إلى الرضيع خلال الولادة بسبب ملامسة إفرازات الأعضاء التناسلية للأم أو في وقت لاحق من مرحلة الطفولة من خلال حليب الثدي. مع ذلك، فإن هذه العدوى عادة ما تؤدي إلى إصابة سريرية ضئيلة أو معدومة لدى الرضيع. يمكن أن ينتقل الفيروس المضخم للخلايا الخلقي أيضًا من خلال عمليات نقل الدم والاحتكاك القريب بمجموعات كبيرة من الأطفال.
خلاصة القول، عندما تصاب المرأة -التي لم يسبق لها أن أصيبت بعدوى الفيروس المضخم للخلايا الخلقي- في أثناء الحمل بهذه العدوى، من المحتمل إصابة الرضيع بعد الولادة بمضاعفات مرتبطة بالعدوى الخلقية بالفيروس المضخم للخلايا، يترافق أكثرها شيوعًا بفقدان السمع أو ضعف البصر أو انخفاض القدرات العقلية والحركية. من ناحية أخرى، تظهر عند الرضع والأطفال الأصحاء الذين يصابون بعدوى الفيروس المضخم للخلايا بعد الولادة أعراض أو مضاعفات قليلة إن وجدت. مع ذلك، يمكن أن يعاني الرضع الذين يولدون مبكرًا ويصابون بالفيروس المضخم للخلايا بعد الولادة (خاصة عن طريق حليب الثدي) من إعاقات إدراكية وحركية في وقت لاحق من حياتهم.
يمكن أن تؤدي الأعراض المرتبطة بالفيروس المضخم للخلايا، مثل فقدان السمع، إلى مزيد من التأخر في النمو. يكون التأخر في تطور اللغة والكلام بشكل عام أكثر شيوعًا لدى الأطفال المصابين بعدوى الفيروس المضخم للخلايا الخلقية. لدى الأطفال الذين يعانون من أعراض العدوى بالفيروس المضخم للخلايا الخلقية قابلية أكبر لحدوث مضاعفات عصبية وعصبية نمائية على المدى الطويل مقارنةً بالأطفال الذين يعانون من متلازمة الجنين الكحولي أو متلازمة داون.
يمكن أن تكون عدوى الفيروس المضخم للخلايا الخلقية مسببًا مهمًا للنزف داخل البطين واعتلال الدماغ الوليدي.

## الوقاية
توصيات للنساء الحوامل تتعلق بعدوى الفيروس المضخم للخلايا الخلقية:
- طوال فترة الحمل، يجب ممارسة عادات النظافة الشخصية الجيدة -وخاصة غسل اليدين بالماء والصابون- بعد ملامسة الحفاضات أو الإفرازات الفموية (خاصة لطفل موجود في الرعاية النهارية). يجب تجنب مشاركة الطعام وأواني الأكل والشرب وملامسة لعاب الأطفال الدارجين.
- يجب تقييم النساء اللواتي يصبن في أثناء الحمل بمرض يشبه كثرة الوحيدات وذلك بحثًا عن عدوى الفيروس المضخم للخلايا وتقديم المشورة بشأن المخاطر المحتملة على الطفل الذي لم يولد بعد.
- يمكن إجراء الفحوص المخبرية للأجسام المضادة للفيروس المضخم للخلايا لتحديد ما إذا كانت المرأة أصيبت بالفعل بعدوى الفيروس المضخم للخلايا.
- لا يبرر التعافي من الفيروس المضخم للخلايا الخلقي من عنق الرحم أو البول لدى النساء في وقت الولادة أو قبلها عدم إجراء عملية قيصرية.
- تفوق الفوائد المثبتة للرضاعة الطبيعية الخطورة الضئيلة بالإصابة بالفيروس المضخم للخلايا من الأم المرضعة.
- لا حاجة للمسح بحثًا عن الإصابة الفيروس المضخم للخلايا أو إبعاد الأطفال الذين يطرحون الفيروس المضخم للخلايا عن المدارس أو المؤسسات لأن الفيروس كثيرًا ما يوجد لدى الأطفال والبالغين الأصحاء.

أُثبت أن العلاج بالغلوبيولين مفرط التمنيع عند الأمهات المصابات بعدوى أولية بالفيروس المضخم للخلايا فعال في الوقاية من الأمراض الخلقية عند أولادهن في الكثير من الدراسات. لم تظهر إحدى الدراسات انخفاضًا كبيرًا في خطر الإصابة بالفيروس المضخم للخلايا الخلقي.

## رعاية الأطفال
لا يواجه معظم الأشخاص الأصحاء الذين يعملون مع الرضع والأطفال أي خطر خاص للإصابة بعدوى الفيروس المضخم للخلايا. مع ذلك، بالنسبة للنساء في سن الإنجاب اللواتي لم تصبن سابقًا بالفيروس المضخم للخلايا، هناك خطر محتمل على الطفل الذي لم يولد بعد. يكون التواصل مع الأطفال الموجودين في دور الرعاية النهارية، حيث تنتقل عدوى الفيروس المضخم للخلايا الخلقي عادة بين الأطفال الصغار (وخاصة بين الأطفال الدارجين)، مصدرًا للتعرض للفيروس المضخم للخلايا. بما أن الفيروس المضخم للخلايا ينتقل عن طريق ملامسة سوائل الجسم المصابة، كالبول واللعاب، ينبغي تثقيف مقدمي الرعاية (أي العاملين في مجال الرعاية النهارية والمعلمين الخاصين، بالإضافة إلى الأمهات) بشأن مخاطر الإصابة بعدوى الفيروس المضخم للخلايا والاحتياطات التي يمكنهم اتخاذها. يبدو أن العاملين في مجال الرعاية النهارية معرضون لخطر أكبر مقارنةً بالعاملين في المستشفيات وغيرهم من مقدمي الرعاية الصحية، ويرجع ذلك بشكل جزئي إلى زيادة التركيز على النظافة الشخصية في إطار الرعاية الصحية.
توصيات للأفراد الذين يقدمون الرعاية للرضع والأطفال:
- يجب تثقيف الموظفات فيما يتعلق بالفيروس المضخم للخلايا الخلقي وانتقاله والممارسات الصحية مثل غسل اليدين والتي تقلل من خطر العدوى.
- لا ينبغي نقل النساء غير الحوامل المعرضات للإصابة اللواتي يعملن مع الرضع والأطفال بشكل روتيني إلى أماكن عمل أخرى.
- ينبغي إبلاغ النساء الحوامل العاملات مع الرضع والأطفال بخطر الإصابة بعدوى الفيروس المضخم للخلايا والآثار المحتملة على الطفل الذي لم يولد بعد.
- لا يُوصى بإجراء الفحوص المخبرية الروتينية للأجسام المضادة للفيروس المضخم للخلايا الخلقي عند النساء العاملات على وجه التحديد بسبب ارتفاع حدوث الإصابة، ولكن يمكن إجراؤها لتحديد حالتهن المناعية.